# Angloamerikanischer Modernismus
Der Angloamerikanische Modernismus (Modernism) ist eine literarische Strömung des 20. Jahrhunderts, die durch Verfremdung, Negierung bestimmter Aspekte der Moderne und der Aufklärung, Zweifel an den Idealen des 19. Jahrhunderts und den radikalen Willen zur Erneuerung gekennzeichnet ist. Der Modernismus zerstört oder ironisiert die traditionellen Erzähl- oder Gedichtformen, in denen sich die komplexen und ambivalenten Gefühle der Subjekte in einer Ära disparater Welterfahrung nicht mehr ausdrücken lassen.

## Programmatik und Stilmittel
Programmatisch für die Modernisten wurde Ezra Pounds Forderung Make It New!, die er aus ähnlichen Formulierungen in alten chinesischen Texten ableitete. Als Wegbereiter der modernistischen Ästhetik unterhielt er enge Beziehungen zu den einflussreichsten Autoren und Poeten seiner Zeit. Mit seinen formalen Experimenten in The Cantos (zuerst 1917) prägte er das Bild der sich ständig selbst erneuernden Avantgarde und förderte die Abkehr von allen poetischen Konventionen und der (neo-)romantischen und symbolistischen Dichtung des bürgerlichen Mainstreams.

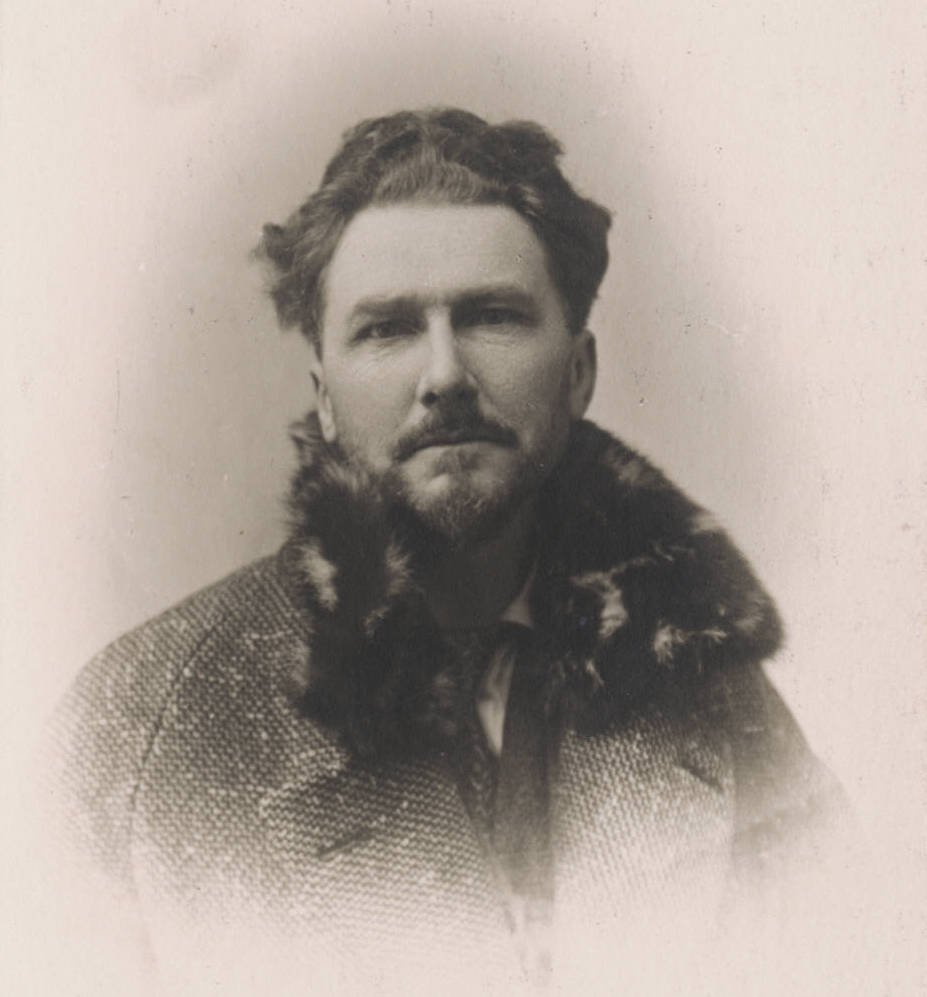
Ezra Pound (undatiertes Passbild)

Auch T. S. Eliot fordert in seinem Essay That Poetry is Made with Words (1939), dass sich die Grenzen des Geistes beständig über den Rand des bereits Gesagten, des „kultivierten Geländes“, ausdehnen müssen. Der moderne Poet müsse den immer wieder über diesen Rand hinauswuchernden „Dschungel“ der Emotionen mittels sprachlicher Objektivierung bändigen und dabei beständig mit dem menschlichen Denken der Vergangenheit in Kontakt treten. Das erfordere eine hohe Sensibilität dafür, wie etwas früher gesagt wurde oder noch nicht gesagt werden konnte. Diese Emotionen sind nicht mehr die privaten des Dichters, sondern die seiner Epoche.
Die modernistische Dichtung schließt also durchaus den Rückgriff auf antike und mittelalterliche Stoffe und Traditionen ein. Die Reihe der intertextuellen Anspielungen in The Waste Land, dessen Titel auf antike Fruchtbarkeitskulte verweist, reicht von Ovid über Augustin, Dante und Shakespeare bis zu Charles Baudelaire, Paul Verlaine, Richard Wagner und die Gralslegende. James Joyce stützt sich im Ulysses auf den Odysseus-Mythos, der in der disparat zerfallenen Weltwahrnehmung die Einheit stiften soll.
Stilmittel der Modernisten sind die Abkehr vom Realismus, Depersonalisierung, Verfremdung, die Aufhebung der Trennung zwischen elaborierter gebundener Sprache, alltagsweltlicher Kommunikation und Jargon, die Einbeziehung nichtliterarischen Materials, die Zelebrierung des Hässlichen und sexuelle Anspielungen ebenso wie Parodie, Wiederholung und Zitat, Simultaneität des Ungleichzeitigen und Multidimensionalität des Geschehens, Intertextualität, Collage, Verwendung freier Rhythmen und Rhythmuswechsel sowie eine „Ästhetik des Rauschens“ als Reaktion auf die Präsenz einer urbanen und industriellen Geräuschkulisse, die nicht nur in der Literatur (z. B. bei Dos Passos oder James Joyce), sondern auch in der Musik (bei Charles Ives oder im Modern Jazz) an Bedeutung gewann. Virginia Woolf schrieb 1940: I always think of my books as music before I write them, was darauf verweist, dass die Ästhetik des Modernismus nicht primär eine visuelle, sondern eine musikalisch-akustische ist.
Der angloamerikanische Modernismus ist in seinen Modernisierungsbestrebungen wesentlich radikaler als der ältere lateinamerikanische Modernismo, der noch vom Symbolismus beeinflusst und von der Vorstellung zweckfreier Schönheit geprägt ist.

## Zeitliche Abgrenzung und wichtige Vertreter
Der Beginn des angloamerikanischen Modernismus wird meist um den Ersten Weltkrieg (1914–1918) herum angesetzt, sein Ende auf etwa 1950.
Als Vorläufer gelten experimentelle Lyriker wie Gerard Manley Hopkins und William Butler Yeats sowie die Bewusstseinsromane des späten Henry James. Der Erste Weltkrieg setzte dann eine ganze Generation junger Schriftsteller existentiellen Erfahrungen und Traumata aus, welche die Ideale des 19. Jahrhunderts (fortschreitende Zivilisierung, Patriotismus, Religion) absurd erscheinen ließen und neue Formen der Wahrnehmungs- und Bewusstseinsdarstellung erforderten. Zudem wirkten in dieser Zeit Ezra Pound und Gertrude Stein als zentrale Netzwerker einer literarischen Erneuerung, die sie auch selbst in ihren experimentellen Schriften erprobten.
Seine Hochphase erreichte der Modernismus in den 1920er Jahren mit der Veröffentlichung von Epochenwerken wie T. S. Eliots The Waste Land (1922), James Joyce’ Ulysses (1922), F. Scott Fitzgeralds Der große Gatsby (1925), Virginia Woolfs Zum Leuchtturm (1927), William Faulkners Schall und Wahn (1929) sowie den Kurzgeschichten und Romanen Ernest Hemingways. Ein wichtiges Publikationsorgan war die Zeitschrift The Dial, die von 1920 bis 1929 erschien. Weniger bekannt, aber für die literarische Entwicklung bedeutend war die experimentelle Lyrik von William Carlos Williams, Wallace Stevens, Marianne Moore und E. E. Cummings. Diese Phase wird gelegentlich als Hochmoderne (high modernism) bezeichnet. Der Begriff ist allerdings unscharf, weil er auch unabhängig von der zeitlichen Einordnung für diejenigen Modernisten verwendet wird, die sich durch ihren intellektuellen Anspruch gegenüber der Massenkultur abgrenzten.
Die Weltwirtschaftskrise von 1929 führte zu einer zweiten, eher sozialkritisch-realistisch geprägten Phase des Modernismus, die in England von der Gruppe um den Dichter W. H. Auden, in den USA von politischen Schriftstellern wie John Dos Passos, John Steinbeck und Clifford Odets geprägt wurde. Nachdem sich die modernistische Ästhetik der 1910er und 1920er Janhre im transatlantischen Dialog entwickelt hatte, treten nun wieder deutlichere Unterschiede hervor. Während die Auden-Gruppe das Augenmerk auf die Vieldeutigkeit und Manipulierbarkeit von Sprache legt und einen ironischen Ton pflegt, kommt in den USA ein betont einfacher Stil in Mode, der sich den Ausdrucksformen der Arbeiterklasse annähern will. Dem entspricht eine Konzentration auf Prosaliteratur, während die Auden-Gruppe vor allem durch Lyrik bekannt wird und damit die Leitgattung des experimentellen Modernismus weiterführt.

## Late Modernism
Eine weitere Phase des Modernismus wird als Late Modernism (deutsch: Spätmodernismus) bezeichnet. Teils wird der Beginn der Spätmoderne schon um 1930 angesetzt, verbreiteter ist allerdings die Ansicht, dass der Höhepunkt des Spätmodernismus erst nach 1945 nach dem Schock des Zweiten Weltkriegs erreicht wurde, als deutlich wurde, in welchem Umfang der Okkultismus und das Ordnungsstreben der frühen Modernisten (z. B. William Butler Yeats, Ezra Pound, Paul de Man) dem Faschismus entgegenkamen.
Der Begriff Late Modernism umfasst auch eine jüngere Generation, die nach dem Zweiten Weltkrieg hervortrat und die modernistische Programmatik weiterentwickelte. Dazu gehören etwa Charles Olson, Jack Kerouac, Allen Ginsberg und J. H. Prynne. Der Übergang von der Spät- zur Postmoderne deutet sich etwa im Werk von Vladimir Nabokov an. Allerdings verwendete bereits Olson den Begriff post-modern für seine Poetik des Augenblicks (post-modern instant), die den Intellekt und die Logik der westlichen Kultur durchbricht und durch kein Versmaß gezügelt wird.

## Kritik
Kritik wurde am Modernismus nicht nur von konservativer Seite wegen seiner ikonoklastischen Haltung gegenüber früheren Kunstformen geübt, sondern auch wegen seines elitären Charakters, der auf einer radikalen Trennung von Kunst und Leben, also letzten Endes auf einem konservativen L’art pour l’art-Prinzip beruhe (so Peter Carey). Andere Autoren kritisieren den Modernismus wegen seiner Distanzierung von der kapitalistischen Massenkultur, deren Ende des 19. Jahrhunderts einsetzende Trennung von der Hochkultur er durch seine Esoterik festschreibe.